# دان ریوی
 دان ریوی  (به انگلیسی: Don Revie) (زاده ۱۰ ژوئیه ۱۹۲۷ - درگذشته ۲۶ مه ۱۹۸۹) بازیکن و مربی سابق فوتبال اهل انگلستان است. وی سابقه عضویت در باشگاه منچستر سیتی و لیدز یونایتد و مربی‌گری تیم ملی فوتبال انگلستان را دارد. وی در تاریخ ۲ اکتبر ۱۹۵۴ نخستین بازی ملی خود را در مقابل تیم ملی فوتبال ایرلند شمالی انجام داد و با حضور در ۶ بازی ملی، در تاریخ ۶ اکتبر ۱۹۵۶ واپسین بازی ملی‌اش را در برابر تیم ملی فوتبال ایرلند شمالی برگزار کرد.
این بازیکن توانسته در بازی‌های ملی، ۴ گل به ثمر برساند.